# TCDD DE18100
TCDD DE18100 — серія тепловозів, використовуваних державною компанією Турецька залізниця на основі платформи DE24000. Локомотиви були дуже схожі на серію DE18000, однак, з іншим розташуванням коліс. Всього було побудовано 20 екземплярів, які були виготовлені в 1978 році компанією TÜLOMSAŞ по ліцензії французької компанії Matériel de traction électrique (MTE). В основному тепловози цієї серії використовувалися на регіональній і приміській лінії в районі Ізміра. Локомотиви мають потужність 2160 кінських сил і в змозі розвивати швидкість до 120 км/год. Вага локомотива становить 80 тонн при довжині 16 440 мм.